# أملج الطيور الصغيرة
أملج الطيور الصغيرة (الاسم العلمي:Phyllanthus avicularis) هو نوع من النباتات يتبع جنس الأملج من الفصيلة الأملجية.